# Harry Panayiotou
Harrison Andreas Panayiotou (Leicester, 28 de outubro de 1994) é um futebolista da Inglaterra mas que joga na seleção nacional de São Cristóvão e Neves, e que joga como atacante da 6ª divisão do futebol da Inglaterra pelo Salford City, emprestado do clube da 5ª divisão: Barrow AFC.

## Resumo da Carreira
Nascido em Leicester, Panayiotou se juntou a sua cidade natal Leicester City como um jovem. Ele fez sua estréia na primeira equipe em abril de 2012, apesar de não jogar para a primeira equipe novamente. Após feitiços de empréstimo em Port Vale em outubro de 2014 e Raith Rovers na segunda metade da temporada 2015-16, ele foi lançado pela Leicester. Ele se juntou a Barrow em setembro de 2016.
Panayiotou representa São Cristóvão e Neves a nível internacional, tendo feito a sua estréia internacional em 2014.

## Carreira

### Clubes
Panayiotou nasceu em Leicester, a um pai grego cipriota, Andreas, que estava envolvido no futebol juvenil, e uma mãe são-cristovense. Ele começou sua carreira na academia de jovens do clube local de Leicester City, ao lado de companheiros de equipe da primeira equipe, Andy King, Jeff Schlupp, Liam Moore, Tom Parkes e Cian Bolger. Seus desempenhos para o lado sub-18 ganharam-lhe o jogador da academia dos ventiladores do prêmio do ano para a estação 2011-12. Ele fez parte do time juvenil que venceu o HKFC International Soccer Sevens Cup em maio de 2013, onde marcou cinco gols, incluindo um na vitória por 2 x 0 sobre o Newcastle United na final; Ele foi posteriormente nomeado Jogador do Torneio